# Aloe trothae
Aloe trothae é uma espécie de liliopsida do gênero Aloe, pertencente à família Asphodelaceae.